# Darma (Darma)
Darma is een bestuurslaag in het regentschap Kuningan van de provincie West-Java, Indonesië. Darma telt 6296 inwoners (volkstelling 2010).